# Charles d'Harambure
Charles d’Harambure est un brigadier des armées du roi, né le 21 janvier 1725 à Preuilly-sur-Claise et décédé le 8 novembre 1785.

## Biographie
Charles d'Harambure est le fils de Paul d'Harambure  et de Marie Anne de Moussy.
Il est d'abord cornette puis lieutenant de dragons au régiment de Bauffremont. Ce faisant, il participe à toutes les campagnes des Flandres, 1744, 1745 et 1746 (Fontenoy, Raucourt, Ostende et Nieuport). En 1747, il s´engage pour les Indes, Dupleix formant une compagnie de volontaires ; il devient aide de camp de Lally. En 1751, il est capitaine d´une compagnie d´infanterie de la garnison de Pondichéry et, en 1756, il est envoyé à Golconde où il sera à la tête de 800 hommes, dont 700 cipayes et 5 canons. A Beizwarra, il protège les arrières de Law avec succès.
A Pondichéry, où l´armée française est sous les ordres de Lally-Tollendal, il commet une fatale méprise. Alors qu´il devait être le premier à attaquer, il paraît soudain, non pas derrière l´ennemi mais entre les colonnes assaillantes. La reddition de Pondichéry devient alors inévitable. Malgré cela, il est nommé major général dans l´Armée française des Indes.
Charles d´Harambure est l’un des signataires du mémoire rédigé par Archambaut contre les directeurs de la Compagnie des Indes. Le rapport est présenté au gouverneur Daniel Dumas en 1767 et au ministre des Colonies. Pour avoir participé à ce mémoire, il entre dans un conflit politique et financier, la Compagnie des Indes ayant fait faillite trois ans avant. Poivre, premier administrateur de la Compagnie, le cite alors à la barre pour diffamation. Charles d´Harambure fait appel devant le parlement de Paris, mais Godère, magistrat instructeur, fait arrêter les accusés. Sur intervention du gouverneur Dumas, le 7 décembre 1767, les prisonniers sont élargis et la procédure arrêtée,.
La même année, il se fixe définitivement dans l´Île de France (Ile Maurice). Le 14 août 1770, le duc de Choiseul et ses frères interviennent pour lui obtenir un traitement honorable qu´il ne touchera qu´en 1777. En 1784, il est proposé pour le grade de maréchal de camp.